# Яйла (квартал в Султангази)
„Яйла“ (на турски: Yayla) е квартал на Истанбул, разположен в градска околия Султангази. Общата му площ е 4,8 км2. Според данни на Адресната система за регистриране на населението (ABPRS) към 2024 г. населението на „Яйла“ е 7963 жители.